# Stazione di Yamamoto
La stazione di Yamamoto (山本駅?, Yamamoto-eki) è una stazione delle Ferrovie Hankyū situata nella città di Takarazuka, nel nordovest della prefettura di Hyōgo. Nella stazione fermano tutti i tipi di treni, dai locali agli espressi, ed è frequentata da circa 8500 passeggeri al giorno.